# United States Army Reserve Command
Lo United States Army Reserve Command (USARC) è un comando della Riserva dell'Esercito degli Stati Uniti responsabile delle sue operazioni come unità subordinata al FORSCOM. Il suo quartier generale è situato presso Fort Bragg, Carolina del Nord.

## Organizzazione

### Comandi Geografici
- 1st Mission Support Command, Base Fort Buchanan, Porto Rico
  -  166th Regional Support Group
    - 346th Transportation Company Battalion
    - 393rd Combat Sustainment Support Battalion

  - 210th Regional Support Group
    - 35th Signal Battalion
    - 77th Combat Sustainment Support Battalion
    - 448th Engineer Battalion
- 7th Mission Support Command, Base Kaiserslautern, Germania
  - 361st Civil Affairs Brigade
  - 510th Regional Support Group
  - Direct Reporting Units
- 9th Mission Support Command, Base Honolulu, Hawaii
  - 322nd Civil Affairs Brigade
  -  100th Battalion, 442nd Infantry Regiment, sotto il controllo operativo della 25th Infantry Division - Pago Pago, Samoa Americane
  - 1984th U.S. Army Hospital
  - 4960th Multi-functional Training Brigade
  - 658th Regional Support Group
  - 3rd Mobilization Support Group
  -  303rd Maneuver Enhanced Brigade, Fort Shafter, Hawaii
  - USARPAC-SU
  - TSG
- 63rd Readiness Division, Base Mountain View, California
- 81st Readiness Division, Base Fort Jackson, Carolina del Sud
- 88th Readiness Division, Base Fort McCoy, Wisconsin
- 99th Readiness Division, Base Joint Base McGuire-Dix-Lakehurst, New Jersey

### Comandi Funzionali
- 3rd Medical Command (Deployment Support), Base Forest Park, Georgia
- 75th Innovation Command, Base Houston, Texas
- 76th Operational Response Command, Salt Lake City, Utah
- 79th Theater Sustainment Command, Base Los Alamitos, California
- 80th Training Command (The Army School System), Base Richmond, Virginia
- 84th Training Command, Fort Knox, Kentucky
- 108th Training Command (Initial Entry Training), Charlotte, Carolina del Nord
- 200th Military Police Command, Fort Meade, Maryland
- 335th Signal Command (Theater), Base East Point, Georgia (USARCENT)
- 377th Theater Sustainment Command, Joint Base McGuire-Dix-Lakehurst, New Jersey (NORTHCOM)
- 412th Theater Engineer Command, Base Vicksburg, Mississippi
- 416th Theater Engineer Command, Base Darien, Illinois
- 807th Medical Command (Deployment Support), Base Salt Lake City, Utah
- U.S. Army Reserve Support Command, United States First Army, Base Rock Island Arsenal, Illinois
  -  85th USAR Support Command, Arlington Heights, Illinois
- U.S. Army Reserve Aviation Command, Base Fort Knox, Kentucky
- Army Reserve Careers Group, Base Fort Knox, Kentucky
- Army Reserve Medical Command, Base Pinellas Park, Florida
- Legal Command, Base Gaithersburg, Maryland
- Military Intelligence Readiness Command, Base Fort Belvoir, Virginia (NORTHCOM)
- U.S. Army Civil Affairs & Psychological Operations Command (Airborne), Base Fort Liberty, Carolina del Nord